# Campeonato Europeu Júnior de Natação de 2009
O Campeonato Europeu Júnior de Natação de 2009 foi a 36ª edição do evento organizado pela Liga Europeia de Natação (LEN). Nessa edição as provas de natação foram realizadas em Praga na Chéquia e as provas de saltos ornamentais em Budapeste na Hungria. O período de duração teve suas datas distintas, de 1 a 5 de julho de 2009 ocorreu as provas de saltos ornamentais e de 8 a 12 de julho de 2009 as provas dos natação. Teve como destaque a Itália com 13 medalhas de ouro.

## Participantes
- Natação: Feminino de 15 a 16 anos (1994 e 1993) e masculino de 17 a 18 anos (1992 e 1991).
- Saltos Ornamentais: Grupo A é composto por saltadores de 16, 17 e 18 anos (1993, 1992 e 1991), tanto masculino quanto feminino. Grupo B é composto por saltadores de 14 a 15 anos (1995 e 1994), tanto masculino quanto feminino.

## Medalhistas

### Natação
Os resultados foram os seguintes. 
Masculino
| Evento          | Ouro                                                                                      | Ouro        | Prata                                                                          | Prata    | Bronze                                                                             | Bronze   |
| 50 m Livre      | Hungria · Dominik Kozma                                                                   | 22.33       | Itália · Fabio Gimondi                                                         | 22.61    | Suíça · Erik van Dooren                                                            | 22.65    |
| 100 m Livre     | Rússia · Danila Izotov                                                                    | 48.48 EJR   | Itália · Francesco Donin                                                       | 48.80    | Itália · Luca Leonardi                                                             | 48.83    |
| 200 m Livre     | França · Yannick Agnel                                                                    | 1:47.02 EJR | Rússia · Danila Izotov                                                         | 1:47.77  | Rússia · Artem Lobuzov                                                             | 1:49.18  |
| 400 m Livre     | França · Yannick Agnel                                                                    | 3:48.17 EJR | Hungria · Péter Bernek                                                         | 3:50.53  | Espanha · Adrián Mantas Mota                                                       | 3:52.12  |
| 800 m Livre     | Itália · Alessandro Cuoghi                                                                | 8:01.87     | Alemanha · Martin Grodzki                                                      | 8:02.42  | Hungria · Balázs Zámbó                                                             | 8:04.34  |
| 1500 m Livre    | Hungria · Gergely Gyurta                                                                  | 15:14.39    | Itália · Alessandro Cuoghi                                                     | 15:20.52 | Espanha · Adrián Mantas Mota                                                       | 15:24.32 |
| 50 m Costas     | Itália · Marco Fanti Rovetta                                                              | 25.49 EJR   | Hungria · Ádám Szilágyi                                                        | 25.75    | Itália · Stefano Mauro Pizzamiglio                                                 | 25.77    |
| 100 m Costas    | Itália · Marco Fanti Rovetta                                                              | 55.55       | Hungria · Ádám Szilágyi                                                        | 55.64    | Itália · Stefano Mauro Pizzamiglio                                                 | 55.82    |
| 200 m Costas    | Polónia · Radosław Kawęcki                                                                | 1:56.65 EJR | Hungria · Péter Bernek                                                         | 1:58.98  | Itália · Michele Malerba                                                           | 2:00.69  |
| 50 m Peito      | Rússia · Aleksandr Triznov                                                                | 27.34 EJR   | Itália · Andrea Toniato                                                        | 28.03    | Chéquia · Petr Bartunek                                                            | 28.30    |
| 100 m Peito     | Itália · Andrea Toniato                                                                   | 1:00.97 EJR | Rússia · Aleksandr Triznov                                                     | 1:01.63  | Rússia · Maksim Shcherbakov                                                        | 1:01.70  |
| 200 m Peito     | Alemanha · Christian vom Lehm                                                             | 2:11.07     | Rússia · Maxim Shcherbakov                                                     | 2:12.83  | Grécia · Dimitrios Koulouris                                                       | 2:14.68  |
| 50 m Borboleta  | Ucrânia · Andrij Hovorov                                                                  | 23.66 EJR   | Itália · Tommaso Romani                                                        | 24.15    | Grécia · Fotios Koliopoulos                                                        | 24.36    |
| 100 m Borboleta | Polónia · Marcin Cieslak                                                                  | 53.00       | Hungria · Bence Pulai                                                          | 53.02    | Alemanha · Philip Heintz                                                           | 53.46    |
| 200 m Borboleta | Polónia · Marcin Cieslak                                                                  | 1:56.13 EJR | Israel · Nimrod Hayet                                                          | 1:57.97  | Hungria · Zsombor Szána                                                            | 1:58.76  |
| 200 m Medley    | Luxemburgo · Raphaël Stacchiotti                                                          | 2:02.56     | Hungria · Dominik Kozma                                                        | 2:04.05  | Alemanha · Morten Ahme                                                             | 2:04.29  |
| 400 m Medley    | Reino Unido · Roberto Pavoni                                                              | 4:17.27     | Hungria · Gergely Gyurta                                                       | 4:18.62  | Hungria · Zsombor Szána                                                            | 4:19.43  |
| 4x100 m Livre   | Itália · Francesco Donin · Luca Leonardi · Fabio Gimondi · Stefano Mauro Pizzamiglio      | 3:16.58 EJR | França · Antton Haramboure · Yannick Agnel · Lorys Bourelly · Romain Magula    | 3:20.08  | Alemanha · Joel Ax · Sõren Barthel · Philip Heintz · Rico Stõckmann                | 3:22.39  |
| 4x200 m Livre   | França · Antton Haramboure · Thibault Bayrac · Lorys Bourelly · Yannick Agnel             | 7:21.15     | Rússia · Artem Lobuzov · Vitaly Syrnikov · Aleksnadr Shumaylov · Danila Izotov | 7:21.24  | Itália · Francesco Donin · Mihai Florin Pantir · Alessandro Cuoghi · Luca Leonardi | 7:22.76  |
| 4x100 m Medley  | Itália · Marco Fanti Rovetta · Andrea Toniato · Stefano Mauro Pizzamiglio · Luca Leonardi | 3:38.28 EJR | Rússia · Dmitry Gorbunov · Aleksandr Triznov · Sergej Ivanov · Danila Izotov   | 3:40.53  | Hungria · Ádám Szilágyi · Dominik Kozma · Bence Pulai · Péter Bernek               | 3:41.06  |

Feminino
| Evento          | Ouro                                                                            | Ouro        | Prata                                                                            | Prata    | Bronze                                                                                                | Bronze   |
| 50 m Livre      | Alemanha · Silke Lippok                                                         | 25.44       | Itália · Silvia Di Pietro                                                        | 25.59    | França · Anna Santamans                                                                               | 25.93    |
| 100 m Livre     | Alemanha · Silke Lippok                                                         | 55.02 EJR   | Itália · Silvia Di Pietro                                                        | 55.58    | França · Camille Radou                                                                                | 55.87    |
| 200 m Livre     | França · Camille Radou                                                          | 1:59.19 EJR | Alemanha · Silke Lippok                                                          | 2:00.06  | Países Baixos · Sharon van Rouwendaal                                                                 | 2:00.59  |
| 400 m Livre     | Países Baixos · Sharon van Rouwendaal                                           | 4:12.35     | Itália · Stefania Pirozzi                                                        | 4:13.01  | Reino Unido · Ann Morris                                                                              | 4:14.09  |
| 800 m Livre     | Irlanda · Grainne Murphy                                                        | 8:36.63     | Eslovênia · Tjaša Oder                                                           | 8:38.26  | Espanha · Claudia Dasca Romeu                                                                         | 8:40.02  |
| 1500 m Livre    | Eslovênia · Tjaša Oder                                                          | 16:25.57    | Espanha · Claudia Dasca Romeu                                                    | 16:31.58 | Irlanda · Grainne Murphy                                                                              | 16:35"93 |
| 50 m Costas     | Ucrânia · Mariya Tereschenko                                                    | 29.06 EJR   | Ucrânia · Daryna Zevina                                                          | 29.17    | Polónia · Klaudia Nazieblo                                                                            | 29.34    |
| 100 m Costas    | Ucrânia · Daryna Zevina                                                         | 1:01.49     | Suécia · Sarah Sjöström                                                          | 1:02.91  | Polónia · Klaudia Nazieblo                                                                            | 1:02.93  |
| 200 m Costas    | Ucrânia · Daryna Zevina                                                         | 2:10.08 EJR | Polónia · Klaudia Nazieblo                                                       | 2:13.08  | Alemanha · Dörte Baumert                                                                              | 2:13.40  |
| 50 m Peito      | Itália · Ilaria Scarcella                                                       | 31.71       | Alemanha · Vanessa Grimberg                                                      | 31.87    | Polónia · Paulina Zachoszcz                                                                           | 31.89    |
| 100 m Peito     | Itália · Ilaria Scarcella                                                       | 1:07.49 EJR | Espanha · Marina Garcia Urzainqui                                                | 1:07.63  | Grécia · Maria Michalaka Polónia · Paulina Zachoszcz                                                  | 1:09.19  |
| 200 m Peito     | Itália · Ilaria Scarcella                                                       | 2:25.02     | Espanha · Marina Garcia Urzainqui                                                | 2:25.05  | Rússia · Olga Detenyuk                                                                                | 2:26.76  |
| 50 m Borboleta  | Itália · Silvia Di Pietro                                                       | 26.33 EJR   | Alemanha · Lena Kalla                                                            | 26.74    | Chipre · Anna Schoholeva                                                                              | 27.10    |
| 100 m Borboleta | Alemanha · Lena Kalla                                                           | 58.76 EJR   | Itália · Beatrice Fassone                                                        | 59.25    | Itália · Silvia Di Pietro                                                                             | 59.44    |
| 200 m Borboleta | Polónia · Mirela Olczak                                                         | 2:09.32     | Hungria · BBoglárka Kapás                                                        | 2:09.84  | Itália · Denise Riccobono                                                                             | 2:10.31  |
| 200 m Medley    | Irlanda · Grainne Murphy                                                        | 2:14.22     | Reino Unido · Aimee Willmott                                                     | 2:15.89  | Itália · Stefania Pirozzi                                                                             | 2:16.11  |
| 400 m Medley    | Irlanda · Grainne Murphy                                                        | 4:40.88     | Reino Unido · Aimee Willmott                                                     | 4:44.81  | Itália · Stefania Pirozzi                                                                             | 4:45.37  |
| 4x100 m Livre   | Alemanha · Julika Niegisch · Juliane Reinhold · Lina Rathsack · Silke Lippok    | 3:45.27 EJR | Itália · Chiara Masini Luccetti · Alice Mizzau · Giada Galizi · Silvia Di Pietro | 3:46.57  | Suécia · Lovisa Ericsson · Henrietta Stenqvist · Michelle Coleman · Josefin Lindkvist                 | 3:47.30  |
| 4x200 m Livre   | Reino Unido · Danielle Stirrat · Eleanor Faulkner · Emma Graham · Anne Bochmann | 8:08.31 EJR | Alemanha · Katharina David · Juliane Reinhold · Sandra Koch · Silke Lippok       | 8:10.47  | Suécia · Lovisa Ericsson · Henrietta Stenqvist · Michelle Coleman · Sarah Sjöström                    | 8:10.57  |
| 4x100 m Medley  | Alemanha · Dörte Baumert · Vanessa Grimberg · Lena Kalla · Silke Lippok         | 4:05.59 EJR | Itália · Rachele Qualla · Ilaria Scarcella · Beatrice Fassone · Silvia Di Pietro | 4:08.03  | Espanha · Eva Plaza Ortega · Marina Garcia Urzainqui · Aida Marti Arasa Anna · Judit Ignacio Sorribes | 4:10.49  |

### Saltos ornamentais
Os resultados foram os seguintes. 

#### Grupo A
Masculino
| Evento                              | Ouro                                      | Ouro   | Prata                                              | Prata  | Bronze                                    | Bronze |
| Trampolim 1 m individual            | Ucrânia · Oleksandr Horškovozov           | 541.05 | Polónia · Andrzej Rzeszutek                        | 532.30 | Rússia · Il'ja Zacharov                   | 529.10 |
| Trampolim 3 m individual            | Rússia · Il'ja Zacharov                   | 569.70 | Rússia · Mikhail Mayorov                           | 537.20 | Ucrânia · Oleksandr Bondar                | 535.95 |
| Trampolim 3 m sincronizado cat A +B | Rússia · Viktor Minibaev · Il'ja Zacharov | 329.22 | Ucrânia · Oleksandr Bondar · Oleksandr Horškovozov | 300.63 | Alemanha · Benedikt Donay · Oliver Homuth | 282.00 |
| Plataforma 10 m individual          | Rússia · Il'ja Zacharov                   | 628.15 | Rússia · Viktor Minibaev                           | 600.75 | Ucrânia · Oleksandr Bondar                | 555.00 |

Feminino
| Evento                              | Ouro                                         | Ouro   | Prata                                             | Prata  | Bronze                                             | Bronze |
| Trampolim 1 m individual            | Rússia · Maria Smirnova                      | 398.45 | Rússia · Natalia Zamyatina                        | 392.20 | França · Marion Farissier                          | 383.70 |
| Trampolim 3 m individual            | Ucrânia · Anna Pysmenska                     | 433.25 | Hungria · Flóra Gondos                            | 390.85 | Suécia · Linnea Berglund                           | 390.60 |
| Trampolim 3 m sincronizado cat A +B | Rússia · Natalia Zamyatina · Diana Chaplieva | 284.94 | Reino Unido · Hannah Starling · Saffron Sutcliffe | 255.09 | Grécia · Maria Papadimitraki · Kyriaki Michailidou | 253.98 |
| Plataforma 10 m individual          | Rússia · Olga Vintonyak                      | 395.75 | Rússia · Tatiana Perunina                         | 384.65 | Alemanha · Julia Stoòòe                            | 374.50 |

#### Grupo B
Masculino
| Evento                     | Ouro                       | Ouro   | Prata                      | Prata  | Bronze                     | Bronze |
| Trampolim 1 m individual   | Itália · Giovanni Tocci    | 408.10 | Ucrânia · Mykyta Tkachov   | 405.75 | Itália · Andrea Chiarabini | 389.50 |
| Trampolim 3 m individual   | Ucrânia · Mykyta Tkachov   | 459.35 | Itália · Andrea Chiarabini | 436.75 | Reino Unido · Jack Haslam  | 436.25 |
| Plataforma 10 m individual | Itália · Andrea Chiarabini | 466.10 | Rússia · Maksim Popkov     | 443.90 | Rússia · Sergey Nechaev    | 422.45 |

Feminino
| Evento                     | Ouro                       | Ouro   | Prata                        | Prata  | Bronze                          | Bronze |
| Trampolim 1 m individual   | Rússia · Evgenia Selezneva | 346.55 | Itália · Elena Bertocchi     | 346.05 | Rússia · Kristina Eliseeva      | 327.10 |
| Trampolim 3 m individual   | Itália · Elena Bertocchi   | 392.15 | Ucrânia · Anastasia Nedobiga | 377.60 | Ucrânia · Taisia Cherednichenko | 359.90 |
| Plataforma 10 m individual | Alemanha · Kieu Duong      | 345.00 | Roménia · Mara Aiacoboae     | 328.50 | Rússia · Daria Govor            | 322.20 |

## Quadro de medalhas
| Ordem | País          | Medalha de ouro | Medalha de prata | Medalha de bronze | Total |
| ----- | ------------- | --------------- | ---------------- | ----------------- | ----- |
| 1     | Itália        | 13              | 13               | 10                | 36    |
| 2     | Rússia        | 9               | 10               | 7                 | 26    |
| 3     | Alemanha      | 7               | 5                | 6                 | 18    |
| 4     | Ucrânia       | 7               | 4                | 3                 | 14    |
| 5     | Polónia       | 4               | 2                | 4                 | 10    |
| 6     | França        | 4               | 1                | 3                 | 8     |
| 7     | Irlanda       | 3               | 0                | 1                 | 4     |
| 8     | Hungria       | 2               | 9                | 4                 | 15    |
| 9     | Reino Unido   | 2               | 3                | 2                 | 7     |
| 10    | Eslovênia     | 1               | 1                | 0                 | 2     |
| 11    | Países Baixos | 1               | 0                | 1                 | 2     |
| 12    | Luxemburgo    | 1               | 0                | 0                 | 1     |
| 13    | Espanha       | 0               | 3                | 4                 | 7     |
| 14    | Suécia        | 0               | 1                | 3                 | 4     |
| 15    | Israel        | 0               | 1                | 0                 | 1     |
| 15    | Roménia       | 0               | 1                | 0                 | 1     |
| 17    | Grécia        | 0               | 0                | 4                 | 4     |
| 18    | Chéquia       | 0               | 0                | 1                 | 1     |
| 18    | Chipre        | 0               | 0                | 1                 | 1     |
| 18    | Suíça         | 0               | 0                | 1                 | 1     |
| Total | Total         | 54              | 54               | 55                | 163   |